# Now This Is Music 1
Now This Is Music 1 is een verzamelalbum uit de Now This Is Music-serie, uitgebracht in 1984 met hits van dat moment.
Het was het eerste deel uit een serie van elf dat liep van 1984 tot 1989 en de Nederlandse tegenhanger was van het Engelse "Now That's What I Call Music". Het album kwam in de albumlijst van de Nederlandse top 40 binnen op 10 november 1984 en bereikte de 1e plaats en bleef 19 weken in de lijst.

## Tracklist
Kant A
1. Duran Duran - The Reflex
2. UB40 - If It Happens Again
3. Talk Talk - Such a Shame
4. John Waite - Missing You
5. U2 - Pride (in the name of Love)
6. Mike Oldfield ft. Maggie Reilly - To France
7. Ray Parker jr. - Ghostbusters

Kant B
1. Queen - I Want to Break Free
2. Orchestral Manoeuvres in the Dark - Talking Loud And Clear
3. Malcolm McLaren - Madam Butterfly (un bel di vedremo)
4. Tina Turner - Let's Stay Together
5. Ultravox - Dancing with Tears in My Eyes
6. David Bowie - Modern Love
7. The Alan Parsons Project - Don't Answer Me

Kant C
1. Culture Club - The War Song
2. Flying Pickets - Only You
3. Billy Idol - Eyes Without A Face
4. Limahl - Never Ending Story
5. UB40 - Cherry Oh Baby
6. The Special A.K.A - Nelson Mandela
7. Frankie Goes to Hollywood - Two Tribes

Kant D
1. Pat Benatar - Love Is A Battlefield
2. Queen - Radio Ga Ga
3. Jermaine Jackson - Sweetest Sweetest
4. Orchestral Manoeuvres in the Dark - Locomotion
5. The Blue Nile - Tinseltown In The Rain
6. Thomas Dolby - I Scare Myself
7. Tina Turner - Private Dancer